# Marc-André Moreau
Marc-André Moreau (* 22. Januar 1982 in Chambly, Quebec) ist ein kanadischer Freestyle-Skier.
Er hat sich auf die Moguls-Wettbewerbe der Freestyle-Skier spezialisiert. Am 10. Januar 2004 gewann er beim Weltcup in Mont-Tremblant auf der Buckelpiste Gold und stand am Saisonende im Weltcup auf Platz 10. In der Saison 2004/05 belegte er nach einem dritten Platz am 15. Januar 2005 in Lake Placid und einem zweiten Platz am 11. Februar im japanischen Naeba am Saisonende den 9. Rang. Obwohl in der Weltcup-Saison 2006/06 Podestplätze ausblieben, verbesserte er sich im Moguls-Weltcup auf den 8. Platz.
Bei den Freestyle-Skiing-Weltmeisterschaften 2005 errang er in Ruka die Silbermedaille. Im Dual-Wettbewerb belegte er den achten Platz.
Beim Buckelpistenwettbewerb bei den Olympischen Winterspielen verpasste er mit einem vierten Platz knapp eine Medaille.
Danach beendete er seine sportliche Karriere.
| Datum            | Ort              | Land   | Platzierung |
| ---------------- | ---------------- | ------ | ----------- |
| 10. Januar 2004  | Mont-Tremblant   | Kanada | 1.          |
| 15. Januar 2005  | Lake Placid      | USA    | 3.          |
| 11. Februar 2005 | Naeba Ski Resort | Japan  | 2.          |